# سلفالين
سلفالين أو سولفالين Sulfalene هواسم دولي غير مسجل الملكية وكذلك اسم معتمد أمريكي أو sulfametopyrazine اسم معتمد بريطاني. وهو عبارة عن مضاد حيوي من زمرة السلفوناميدات من مضادات الجراثيم تستخدم لعلاج التهاب القصبات المزمن، التهابات المسالك البولية والملاريا.
. هناك اثنان فقط من الدول التي حاليا لا تزال تسوقه: تايلاند و أيرلندا.

## الأثر العلاجي
نجد إن العديد من سلالات الأنواع الفردية قد تكون مقاومة. السلفوناميدات تمنع تكاثر البكتيريا التي تعمل مثبطات تنافسية، حمض البارامينوبنزوئيك في دورة استقلاب حمض الفوليك. وكما أن حساسية البكتيرية هي نفسها لمختلف السلفوناميدات، يتم امتصاص معظم السلفوناميدات بسهولة عن طريق الفم. أما بالحقن أمر صعب، لأن أملاح السلفوناميد القابلة للذوبان هي شديدة القلوية ومهيجة للأنسجة.

## الاستخدام الطبي
سلفالين هو مضاد حيوي طويل المفعول يستخدم. لعلاج التهاب المسالك البولية والتهاب الشعب الهوائية المزمن. حيث أنه يؤثر على الجراثيم سالبة الغرام وإيجابية الغرام والمتصورة المسببة للملاريا.

## التخليق

تخليق السلفالين: